# Sapytiw
Sapytiw (ukrainisch Запитів; russisch Запытов/Sapytow, polnisch Zapytów) ist eine Siedlung städtischen Typs im Rajon Kamjanka-Buska der Oblast Lwiw im Westen der Ukraine.

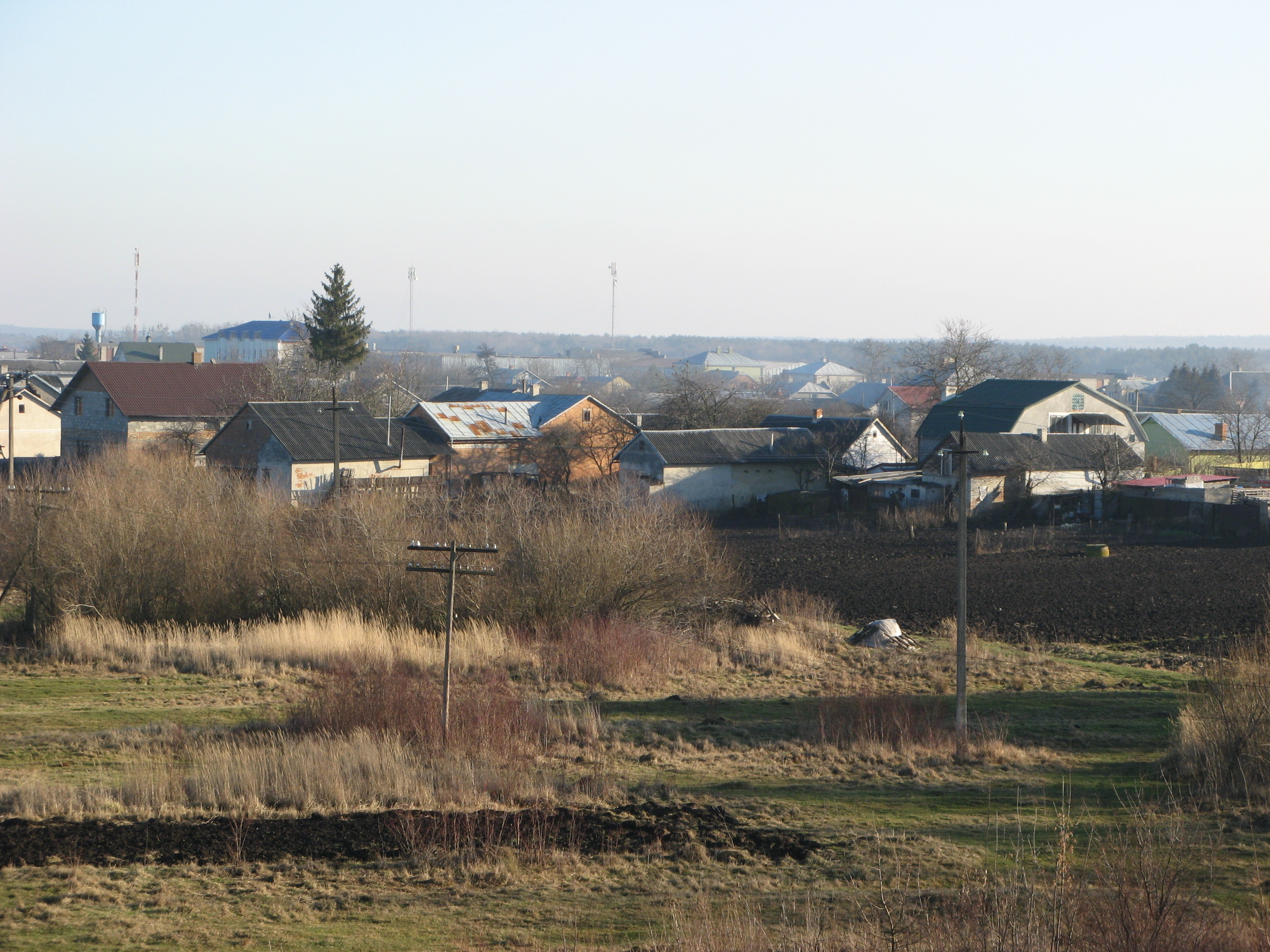
Blick auf die Häuser des Ortes

Die Siedlung ist etwa 17 Kilometer nordöstlich von Lemberg und etwa 30 Kilometer südwestlich der ehemaligen Rajonshauptstadt Kamjanka-Buska am Flüsschen Mlyniwka gelegen.
Am 12. Juni 2020 wurde die Siedlung ein Teil der neu gegründeten Siedlungsgemeinde Nowyj Jarytschiw im Rajon Lwiw; bis dahin bildete sie die Siedlungsratsgemeinde Sapytiw (Запитівська селищна рада/Sapytiwska selyschtschna rada) im Rajon Kamjanka-Buska.

## Geschichte
Der Ort lag zunächst in Polen, kam 1772 als Zapytów zum österreichischen Galizien und war von 1918 bis 1939 ein Teil der Polnischen Republik (im Powiat Lwów, Woiwodschaft Lwów). Nach dem Ende des Zweiten Weltkrieges fiel der Ort an die Sowjetunion, seit 1991 ist er Teil der heutigen Ukraine. Am 29. Januar 1987 erhielt das nunmehr Sapytow/Sapytiw genannte Dorf den Status einer Siedlung städtischen Typs.